# نون (دهانه)
نون یک دهانه برخوردی در ماه‌ است.